# Piotr Kiełpikowski
Piotr Kiełpikowski   (Grudziądz, 27 de novembre de 1962) és un tirador d'esgrima polonès, ja retirat, especialista en floret, guanyador de dues medalles olímpiques.
El 1988 va prendre part en els Jocs Olímpics d'Estiu de Seül, on disputà dues proves del programa d'esgrima. En la prova del floret per equips fou cinquè, mentre en la d'espasa per equips fou desè. Quatre anys més tard, als Jocs de Barcelona, tornà a disputar dues proves del programa d'esgrima. Guanyà la medalla de bronze en la prova del floret per equips i fou quinzè en la del floret individual. El 1996, a Atlanta, disputà els seus tercers, i darrers, Jocs Olímpics. Guanyà una medalla de plata en la prova del floret per equips, mentre en la prova del floret individual fou setzè.
En el seu palmarès també destaquen vuit medalles al Campionat del món d'esgrima, una d'or, dues de plata i cinc de bronze, entre les edicions de 1990 i 2002, així com dues medalles en el Plovdiv 1998, de plata el 1998 i de bronze el 1999. A nivell nacional guanyà un campionat polonès individual, el 1992, i sis per equips, cinc de floret, de 1984 a 1987 i el 1989, i un en espasa, el 1988.
Una vegada retirat va exercir d'àrbitre, entre d'altres als Jocs Olímpics d'Estiu d'Atenes.